# Middleman minority
Middleman minority (angl.) či zprostředkovatelská menšina je výraz popisující menšinu (přistěhovaleckého původu), která, ačkoli je obětí diskriminace, nemá extrémně nízký sociální status. Existuje mnoho příkladů takových skupin, které dosáhly velké prosperity ve své hostitelské zemi i přes diskriminaci. Často přejímají roli mezičlánku mezi výrobcem a spotřebitelem, specializují se například na obchod a bankovnictví. Klasickým příkladem jsou Židé v novověku v Evropě či USA. 
Další příklady:
- Arméni v Osmanské říši
- Azerové v Íránu
- Číňané v jihovýchodní Asii – V roce 1914 thajský král napsal pamflet, v němž popsal Číňany jako „Židy Východu“. Číňané mají nadřazené ekonomické a sociální postavení takřka ve všech zemích jihovýchodní Asie. V roce 1998 se v Indonésii po pádu diktátora Suharta odehrál pogrom na Číňany, při kterém jich bylo zabito nejméně 1500.
- Japonci v Brazílii
- Pársové v Indii – endogamní komunita, jsou původem z Persie. Mají dominantní ekonomické postavení.
- Igbové v Nigérii
- Marwari v Barmě
- Vietnamci v České republice

Členové middleman minority jsou typicky velmi šetrní a spoří si velkou část svých příjmů. Zároveň mají pouze omezený kontakt s většinovou populací země, velká část jejich společenského života se odehrává v jejich společenství. Velmi si cení vzdělání. Tyto skupiny se obvykle stanou úspěšnými nedlouho po tom, co se do země přistěhují, ačkoli jsou zpočátku často velmi chudí. Vystoupat ve společenském žebříčku tak netrvá déle než jednu nebo dvě generace. Tyto menšiny obvykle představují ekonomický přínos pro hostitelské národy a často zakládají nové podniky.
Jejich finanční úspěch, skupinová koheze, předsudky, závist a jejich disproporční zastoupení na univerzitách a v odborných zaměstnáních však může vyvolat nenávist majoritní populace. Proto jsou zprostředkovatelské menšiny často terčem násilí, genocid, pogromů či jiných forem útlaku. Jiné etnické skupiny je často obviňují ze spiknutí proti jejich národu nebo z odsávání bohatství vytvořeného ostatními.